# 길렌 트렘블리

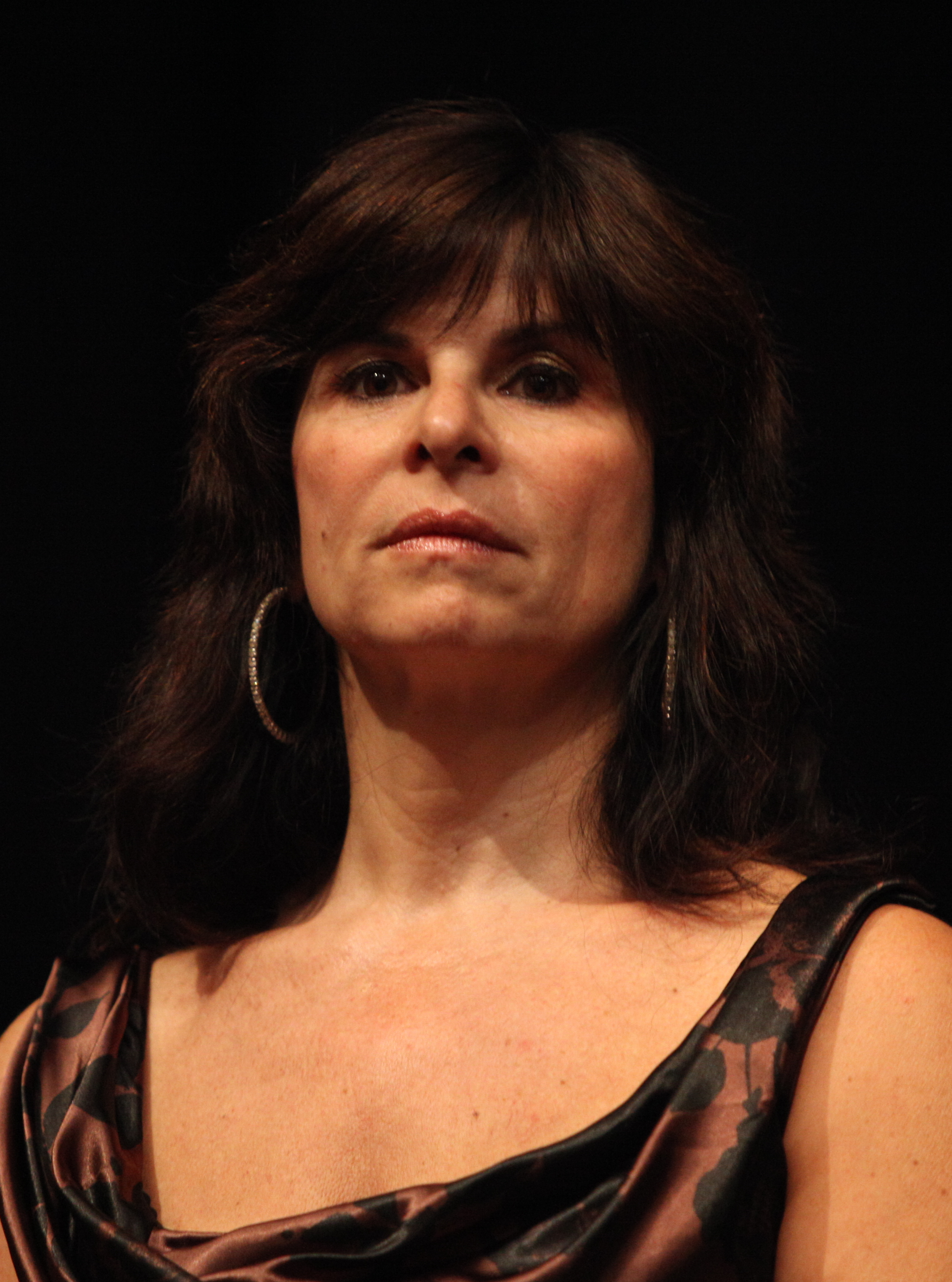

길렌 트렘블리(Guylaine Tremblay, 1960년 10월 9일 ~ )는 캐나다의 배우이다.

## 영화
- 모닝 포 안나 (2010년)
- 오후 8시 17분 달링가 (2003년)
- 결혼 (2001년)
- 마트로니와 나 (1999년)
- 스트릿하트 (1998년)
- 오메르타, 침묵의 법칙 (1996년)